# Distretto di Andapa
Il distretto di Andapa è un distretto del Madagascar situato nella regione di Sava. Ha per capoluogo la città di Andapa.
La popolazione del distretto è di 179 918 abitanti (censimento 2011).